# Estación Santa Luzia
La Estación Santa Luzia es una estación de metro del Metro de Recife, es la 6ª estación más próxima al centro de la capital. El movimiento de la estación es relativamente alto, pues posee varios colegios en sus proximidades, la estación es más utilizada por quien usa la Línea Centro. También tiene bastante tránsito su terminal de autobuses.